# Juego de la silla

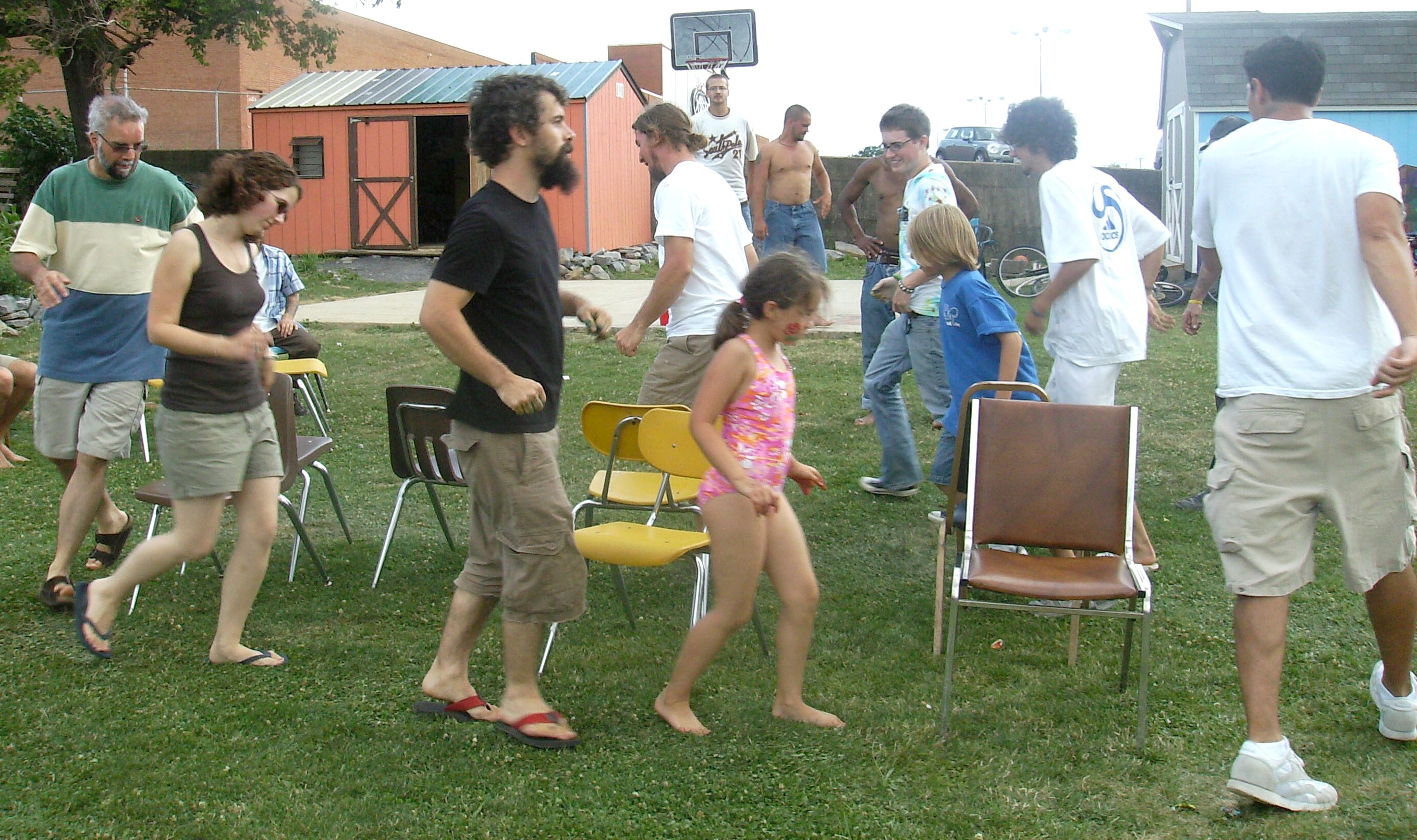
Jugando a las sillas musicales

El juego de las sillas musicales o simplemente juego de las sillas es un juego competitivo para la familia. animación sociocultural o dinámica de grupos, como juego de conocimiento, en el que la música marca el ritmo y la emoción. Entre los objetivos del juego están desarrollar la velocidad de reacción y el sentido del ritmo.

## Descripción
Para realizar este juego se necesitan sillas resistentes, al menos tantas como personas haya (mínimo tres). Se colocan todas las sillas formando un círculo con los respaldos hacia dentro. Los jugadores están de pie delante de ellas, excepto una persona que controlará la música. Se colocará siempre una silla menos que el número de personas que estén jugando o dando vueltas. Cuando empiece a sonar la música, los jugadores deben girar alrededor de las sillas siguiendo el ritmo. En el momento que para la música, cada persona intentará sentarse en una de las sillas. Quien se queda sin sentarse en una silla pierde. Entonces se retira una silla, se recompone el círculo y vuelve a sonar la música. Se repite el juego hasta que la última ronda se hace con una sola silla y dos jugadores. Gana el que queda sentado en la última silla.
Existe una variante no competitiva de este juego, en la cual nadie se elimina, las sillas también se van retirando en cada turno y todos deben ayudarse mutuamente a conseguir quedar sentados o subidos a alguna silla cuando la música pare.

### Desarrollo

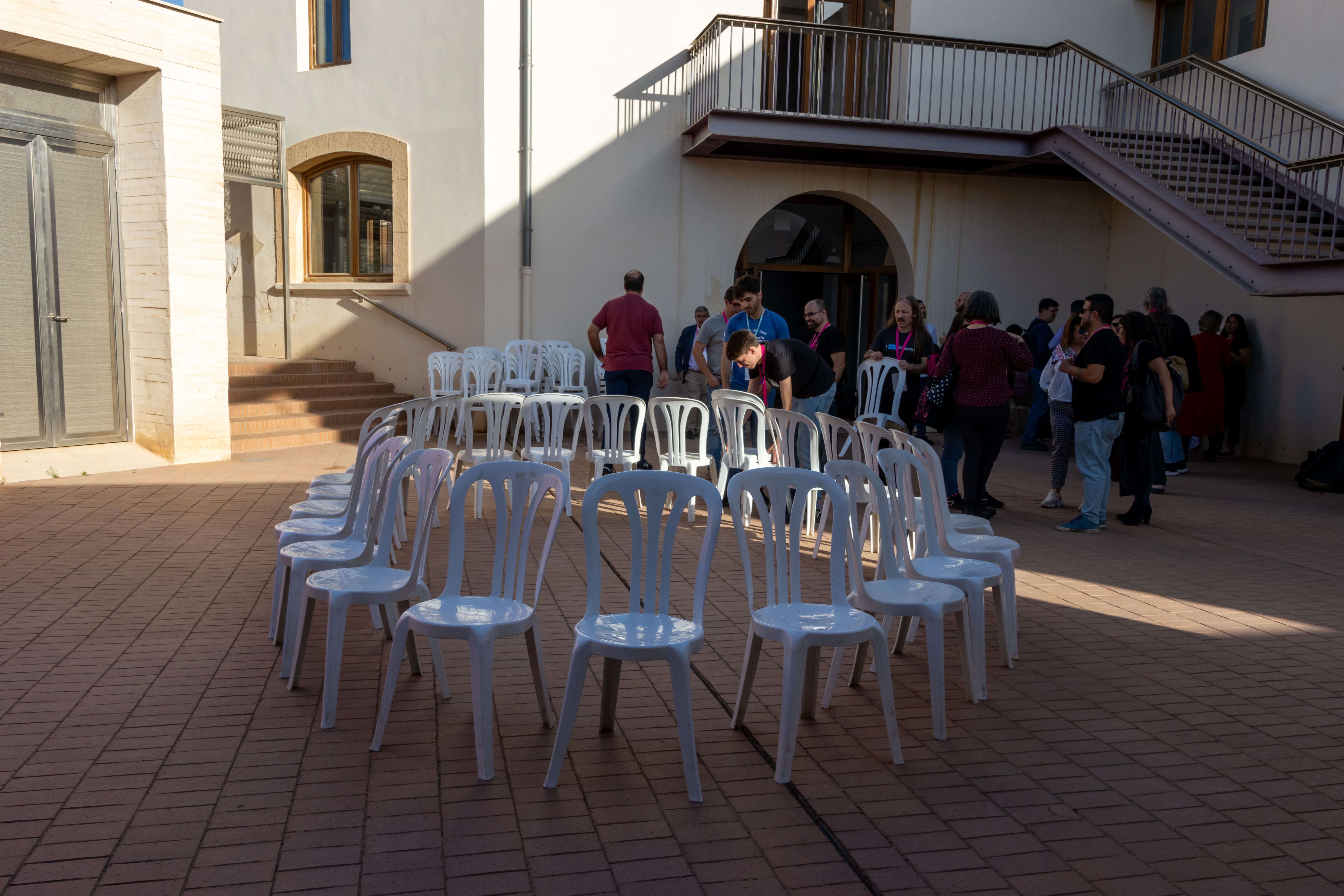
Preparando el juego
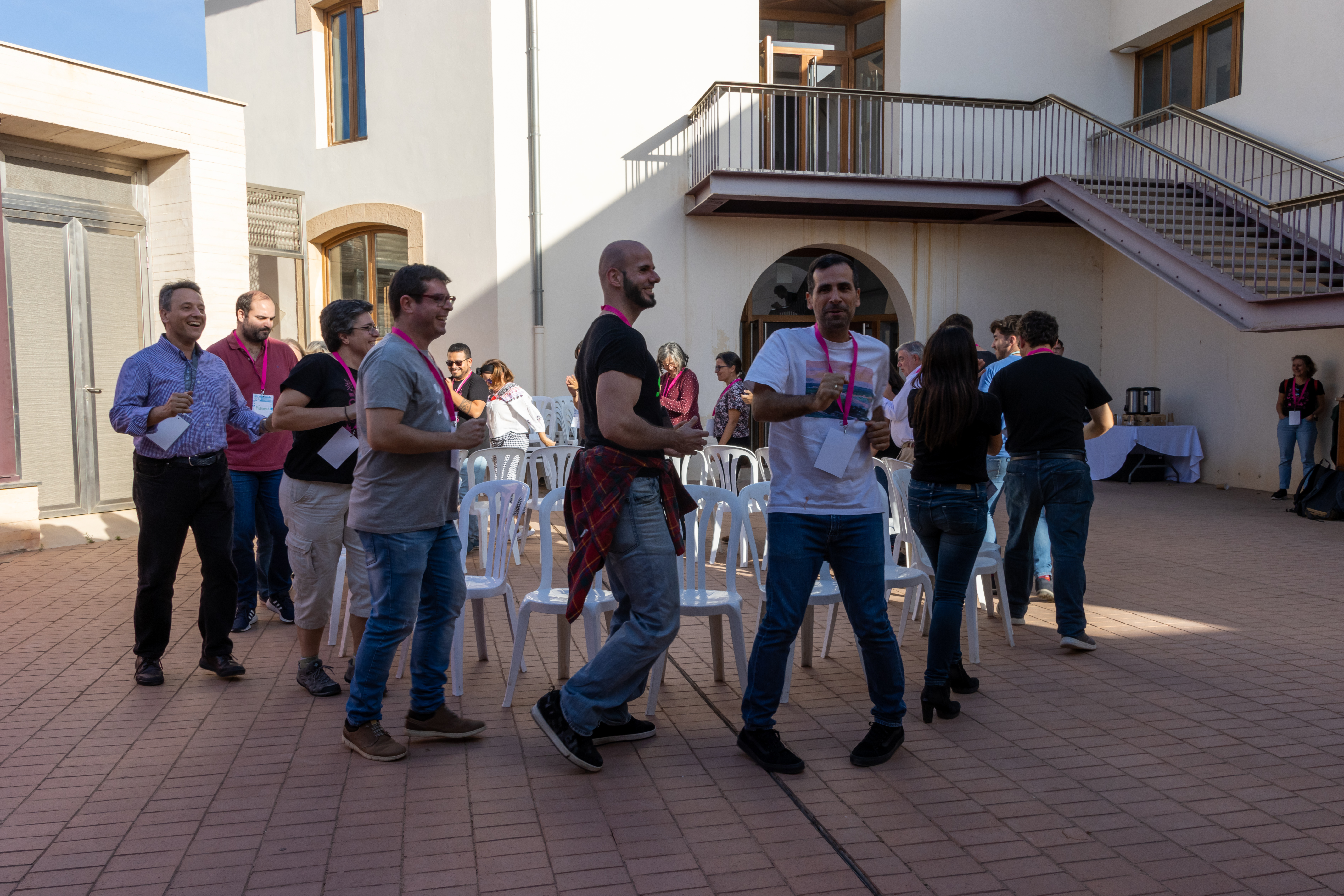
Comenzando el baile
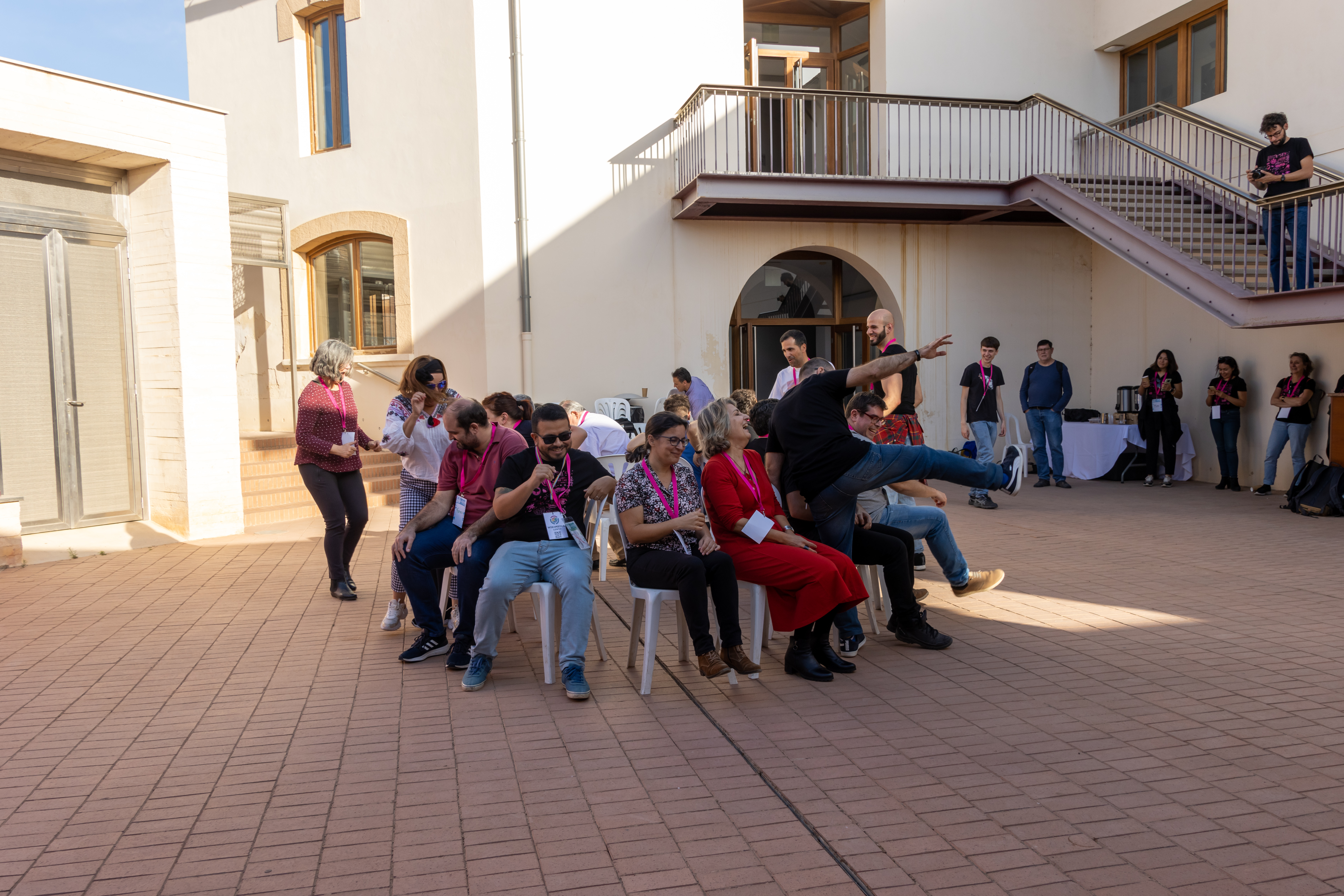
Reduciendo participantes
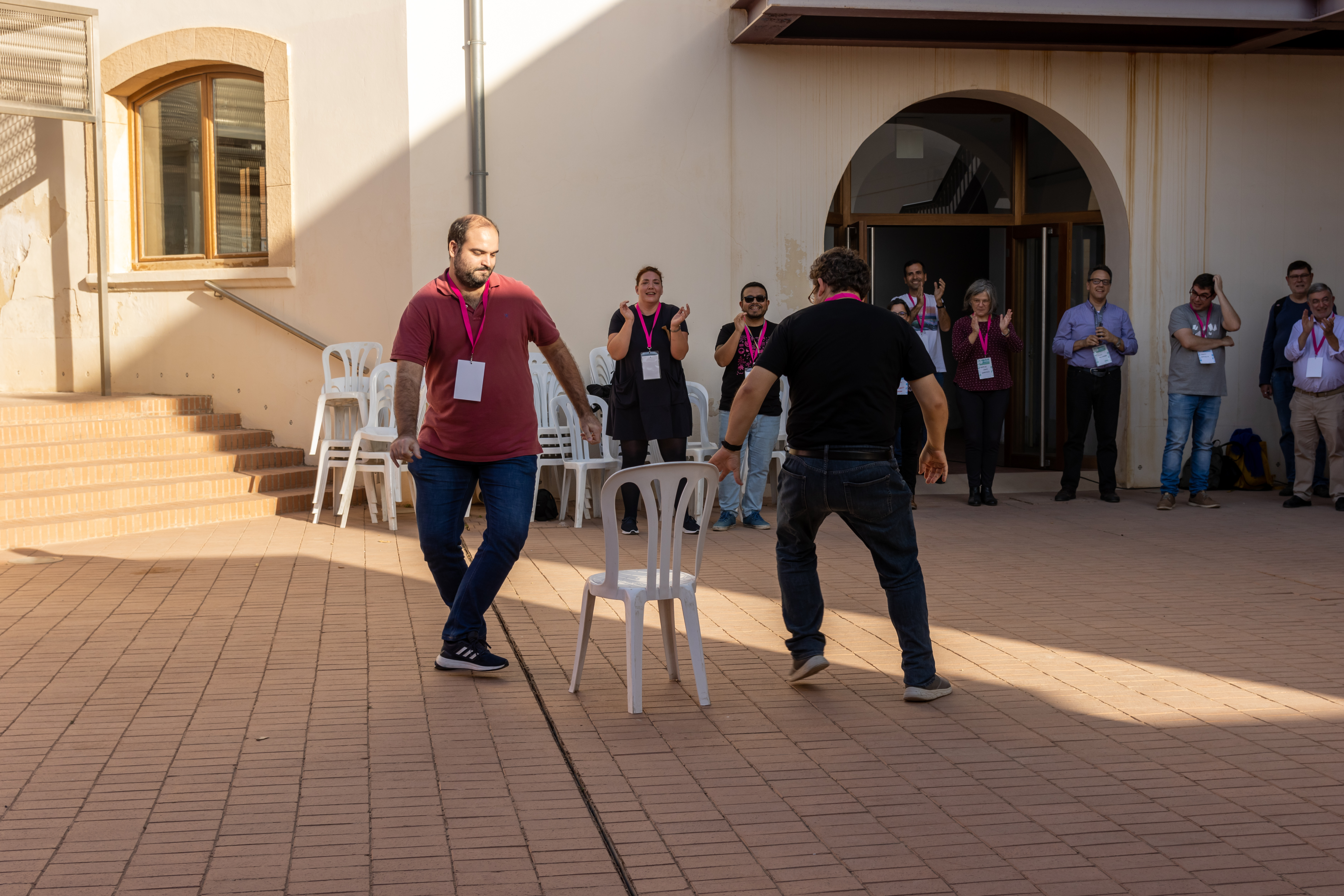
Pareja final
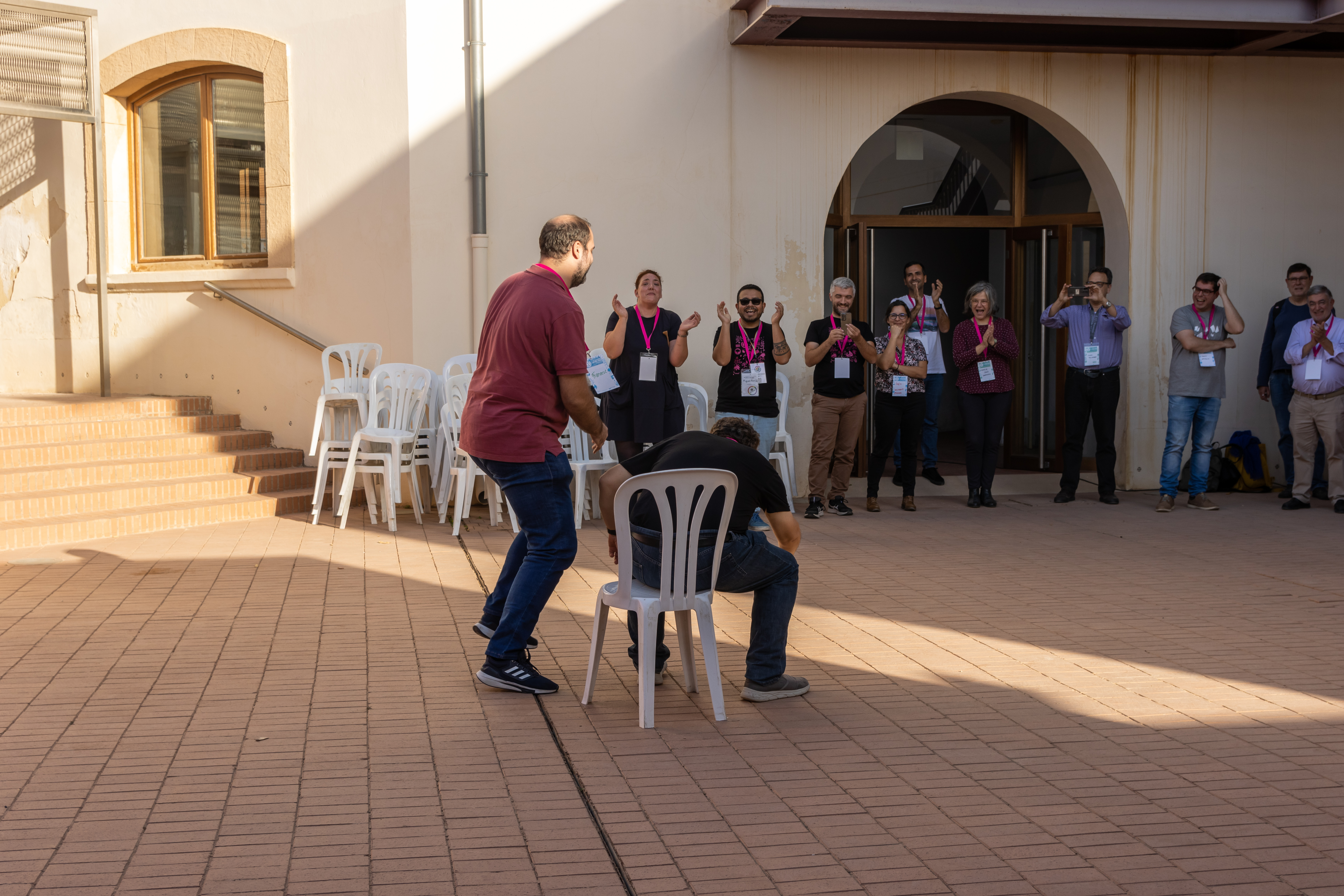
¡Un ganador!